# Малый Утрус
Малый Утрус — река в России, протекает в Ковернинском районе Нижегородской области. Устье реки находится в 6,3 км по левому берегу реки Большой Утрус. Длина реки составляет 13 км.
Река берёт начало к северу от деревни Белые Пруды. Течёт на север. На реке стоят деревни Пичугино, Семенов (починок) и Высоково. В деревне Успенское впадает в Большой Утрус.

## Данные водного реестра
По данным государственного водного реестра России относится к Верхневолжскому бассейновому округу, водохозяйственный участок реки — Унжа от истока и до устья, речной подбассейн реки — Бассей притоков Волги ниже Рыбинского водохранилища до впадения Оки. Речной бассейн реки — (Верхняя) Волга до Куйбышевского водохранилища (без бассейна Оки).
По данным геоинформационной системы водохозяйственного районирования территории РФ, подготовленной Федеральным агентством водных ресурсов:
- Код водного объекта в государственном водном реестре — 08010300312110000016768
- Код по гидрологической изученности (ГИ) — 110001676
- Код бассейна — 08.01.03.003
- Номер тома по ГИ — 10
- Выпуск по ГИ — 0